# Pulau Kalaotoa
 (avril 2019).
Si vous disposez d'ouvrages ou d'articles de référence ou si vous connaissez des sites web de qualité traitant du thème abordé ici, merci de compléter l'article en donnant les références utiles à sa vérifiabilité et en les liant à la section « Notes et références ».
Pulau Kalaotoa est une île du sud indonésien. Elle fait partie du parc national maritime de Taka Bonerate. Avec 10 km de long comme de large, l'île a une forme globalement ronde et compte quelques petits villages.
Le sommet de l'île est nommé Buki Bonto. Il n'y a qu'un seul port de ferrys relient l'île à Makassar.

## Villages
- Kawau (qui accueille le port)
- Buranga
- Garaupa
- Lambangmatene
- Latokdok
- Tadu

## Géographie
Kalaotoa est encerclée de récif de coraux et des petites îles :
- Pulau Madu
- Pulau Karumpalompo
- Pulau Karompa Tjadi
- Pulau Bonerate
- Pulau Kalao